# Віндобона
Віндобона (лат. Vindobona) — кельтське поселення на Дунаї, попередник сучасного Відня.

## Історичні відомості

План римського табору Віндобони біля 250 року

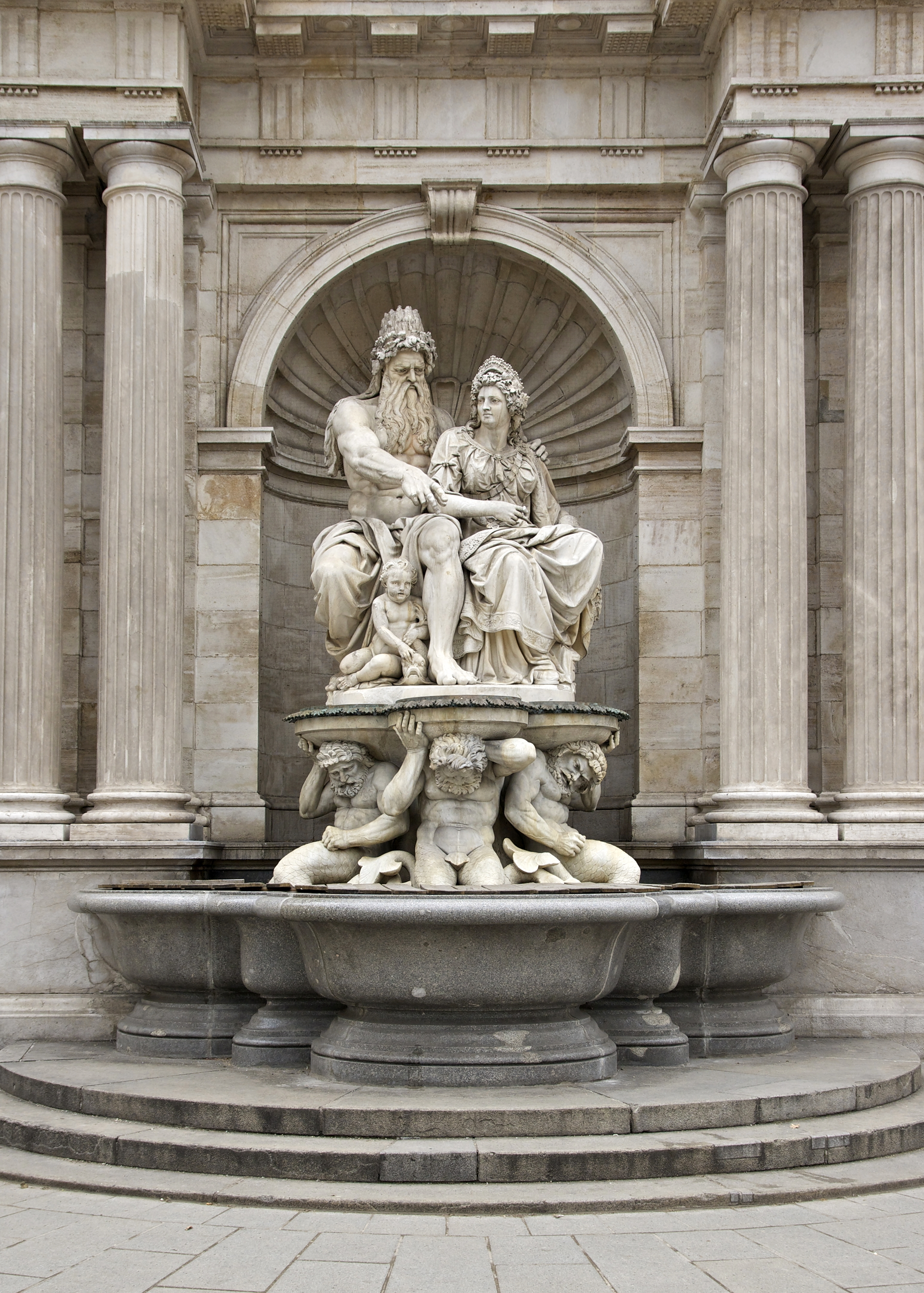
«Дунай» і «Віндобона» — алегорична презентація Дунаю та міста Відня (ХІХ століття), (Відень, Австрія)

Ще Птолемей згадував Віндобону у своїй «Географії». Римський історіограф Аврелій Віктор повідомляв, що імператор Марк Аврелій, який протягом Маркоманської війни розміщував тут свою ставку, помер 17 березня 180 року у Віндобоні. Сьогоднішня вулиця Марк-Аурель-Штрасе, яка розташована неподалік від Гоер Маркт, нагадує про цей випадок.
Біля 15 року до Р. Х. плем'я нориків увійшло до складу Римської імперії, і Дунай став римським кордоном. Віндобона слугувала табором римського легіону, який був захисним укріпленням і поселенням на паннонському прикордонні вздовж Дунаю. Тоді Віндобона відносилася до римської провінції Паннонія, адміністративний центр якої містився в Карнунті на Південному Сході від сучасного Відня.
Біля римського табору з середини І ст. за правління імператорів Клавдія й Нерона розвивається цивільне поселення (канаба). На іншій стороні Дунаю з ІІ ст. розвивається поселення германців. Існування Віндобони забезпечувалося постачаннями з вілл сільської околиці.
212 року Віндобона піднялася до рангу муніціпії та посилила свої позиції перед Карнунтом, який був колонією.
Віндобона лишалася в руках римлян до V століття, коли міграції германців призвели до краху тодішнього світу. Через тисячоліття Віндобона стала європейською столицею.

## Назва
Назва Віндобона походить з кельтських мов: «uindo», що означає «білий» і «bona» — «джерело (?), основа, місто». Римські ойконіми Віндіш (Vindonissa), Регенсбург (Ratisbona), Лілльбонн (Iuliobona) містять ті самі елементи.